# Njuotjanjåkka
De Njuotjanjåkka (Samisch: Njuohčamjohka) is een rivier die stroomt in de Zweedse  gemeente Kiruna. Ze verzorgt de afwatering van het Njuohčammeer. De rivier stroomt naar het zuidoosten en het water belandt in de West Suorri. De rivier kruist de eErtsspoorlijn en de Europese weg 10. Ze is circa 3 kilometer lang.
Afwatering: Njuotjanjåkka → West Suorri → Rautasrivier → Torne → Botnische Golf